# Culex bicki
Culex bicki é um espécie de mosquito do Género Culex, pertencente à família Culicidae.